# Старий знайомий
«Давній знайомий» (рос. Старый знакомый) — радянський комедійний фільм 1969 року режисерів Ігоря Ільїнського і Аркадія Кольцатого. Знятий як продовження популярної комедії «Карнавальна ніч» (1956), в якій зустрічаються герої цього й інших популярних радянських комедійних фільмів. Фільм мав успіх в прокаті, його переглянуло понад 26 мільйонів глядачів.

## Сюжет
Тепер Серафим Іванович Огурцов (Ігор Ільїнський), закінчивши курси підвищення кваліфікації, зайнятий роботою по розбивці міського парку. Його намірам розмістити в парку пивні і шашличні на місці зелених масивів успішно чинить опір молодь на чолі з вченим Анохіним, який з «перекладачкою», переодягнувшись іноземцем і зображуючи якогось «губернатора», з'являється у Огурцова. Той, гордий наданою честю, всіляко лабузниться і намагається вислужитися перед ним, вважаючи, що «вийшов на міжнародний ринок». А карнавал тим часом йде своєю чергою.

## У ролях
- Ігор Ільїнський —  Серафим Іванович Огурцов
- Сергій Філіппов —  Яків Пилипович Некаділов, колишній лектор, нині методист
- Тамара Носова —  Ляля, дружина Огурцова
- Володимир Етуш —  Едуард Самецький, режисер
- Ніна Агапова —  Рита, колишня дружина Самецького з Ростова-на Дону
- Еммануїл Геллер —  бухгалтер
- Тетяна Щукіна —  Люба, секретар Огурцова
- Фелікс Яворський —  Володимир Михайлович Ніколаєв, голова міськвиконкому
- Марія Миронова —  Віра Степанівна Дядькова, заввідділом культури міськвиконкому
- Євген Моргунов —  артист-конферансьє, капітан на судні у виставі «День водолаза»
- Микола Рибников —  Сергій Сергійович Анохін, доктор фізмат-наук, він же — Фантабарас, губернатор неіснуючого острівної держави
- Ольга Гаспарова —  дівчина в кафе, супутниця Сергія Сергійовича
- Наталія Селезньова —  Наташа Кольцова, художниця
- Анатолій Ведьонкін —  молодий фізик, закоханий в Наташу
- Юліана Бугайова —  дівчина на пікніку
- Володимир Ферапонтов —  фізик-бородань, кандидат наук
- Анатолій Голик —  молодий фізик з кавуном на пікніку
- Владислав Стржельчик — епізод
- Юлія Пашковська —  співачка
- Любов Калюжна —  карусельниця
- Ольга Кобелєва — епізод
- Віктор Колпаков —  Кузьмич
- Володимир Корзаков —  лялькар
- Всеволод Кузнецов — епізод
- Алла Ларіонова —  модельєр
- Геннадій Ялович —  Аркадій, фізик
- Гіта Леонтенко —  артистка циганського ансамблю
- Володимир Мартьянов —  лялькар
- Маргарита Меріно —  перекладачка
- Вікторія Островська[d] —  дівчина під душем
- Людмила Цвєткова —  співробітниця кафе в зеленій сукні
- Володимир Шубарін —  танцюрист
- Вадим Грачов —  архітектор
- Юрій Мартинов —  архітектор
- Едуард Лабковський —  вокал  (пісні «Гарна погода», «Як робінзони»)

## Знімальна група
- Автор сценарію: Борис Ласкін, Володимир Поляков
- Головний режисер: Ігор Ільїнський, Аркадій Кольцатий
- Оператор: Альфредо Альварес, Аркадій Кольцатий
- Художник: Леван Шенгелія, Фелікс Богуславський
- Художник по костюмах: Ш. Биховська
- Монтажер: Тетяна Лихачова
- Композитор: Микита Богословський
- Звукооператор: Віктор Зорін
- Диригент: Марк Ермлер
- Текст пісень: Володимир Ліфшиц
- Балетмейстер: Олексій Варламов
- Музичний редактор: Мінна Бланк
- Режисер: В. Панін
- Художник-гример: М. Агафонова
- Комбіновані зйомки: оператор Ванда Рилач, художник Павло Сафонов
- Асистенти: режисера А. Кузнецов, В. Лазарев, Л. Смєхнова; оператора А. Бєлкін, Є. Шамов
- Редактор: Н. Бистрова
- Директор: Н. Урвачова